# Çakıryenice, Büyükorhan
Çakıryenice là một xã thuộc huyện Büyükorhan, tỉnh Bursa, Thổ Nhĩ Kỳ. Dân số thời điểm năm 2011 là 81 người.